# Muraközi
A muraközi egy középtermetű igásló, mely a dél-magyarországi Muraközről kapta nevét.

## Származás
Aránylag fiatal fajta. A Muraközben tenyésztették ki az osztrák nóri és a horvát ló keresztezésével. A fajta végül Magyarország nagy részén és az osztrák területeken is elterjedt. A magyarországi állományt utóbb még ardenni, percheron és nóri, valamint könnyű mezőhegyesi félvér csődörökkel keresztezték. A II. világháború miatt sok ló elpusztult. A világháború után, 1947 és 1949 között, 17 ardenni csődört hoztak Magyarországra, hogy ismét megnöveljék az állományt. A muraközi napjainkban is ritkaságnak számít. Az 1990-es évektől folynak kísérletek a faj újjáélesztésére. Jelenleg az Őrségi Nemzeti Park foglalkozik szervezetten az állomány újra szaporításával.
A lexikonok és a szakkönyvek korábban kihalt fajként tartották számon a muraközi lovat, ami azonban csak részlegesen volt igaz. A muraközi ló magyarországi állományai valóban jelentős mértékben megcsappantak és ritka volt az országban a tisztavérű muraközi. Ellenben viszont Jugoszláviában és Ausztriában a háború után is erős és egészséges állományok maradtak fenn, így a muraközi ló nemhogy kihalt, hanem tovább élt, csak éppen Magyarország területén kívül. 1990 előtt a kapcsolatok nagyon korlátozottak voltak e két országgal, ezért az ottani lóállományból nem kerültek állatok Magyarországra.

## Jellemzők
Erős, ám gyors mozgású, kezes munkaló vált belőle. Legelterjedtebb színe a sárga, mosott sörénnyel és farokkal.